# Carl Weathers
Carl Weathers (New Orleans, 14 gennaio 1948 – Los Angeles, 1º febbraio 2024) è stato un attore, regista e giocatore di football americano statunitense, principalmente noto per aver interpretato Apollo Creed nella saga di Rocky.

## Biografia

### Carriera sportiva
Weathers frequentò prima la Long Beach Polytechnic High School, per poi passare alla San Diego State University, per studiare Arti teatrali. A San Diego diventò giocatore di football americano per i San Diego State Aztecs, la squadra universitaria. Dopo la laurea, nel 1970 passò al professionismo e giocò per una stagione negli Oakland Raiders, nel ruolo di linebacker. Si iscrisse nel frattempo a un nuovo corso di laurea, in Arte drammatica presso la San Francisco State University, dedicandovisi nel tempo libero. Nel 1971 passò nella canadian football league nei British Columbia Lions, per rimanervi fino al 1974, data del suo ritiro dall'attività agonistica, e anno del conseguimento della seconda laurea.

### Attore
La scelta di diventare attore rappresentò la concretizzazione dei suoi studi universitari, cimentandosi nel nuovo percorso con la stessa tenacia con cui affrontò la sua carriera sportiva, sicuro di riuscire ad affermarsi anche nel mondo dello spettacolo. I primi ruoli furono principalmente sul piccolo schermo in serie televisive quali Good Times, Kung Fu, S.W.A.T., L'uomo da sei milioni di dollari, Cannon, Switch e Bronk.
Weathers mosse i primi passi sul grande schermo in pellicole all black e d'azione, ottenendo i primi ruoli di rilievo in due pellicole blaxploitation degli anni settanta, Bucktown, inedito in Italia, e Assassinio all'aeroporto, entrambi nel 1975. Nel 1976 interpretò Apollo Creed, il pugile nero antagonista di Rocky Balboa nella pellicola Rocky di John G. Avildsen, ruolo che in seguito interpretò per i successivi tre seguiti. Sylvester Stallone scelse Carl Weathers ai provini di Rocky per il suo carattere arrogante e il suo temperamento, simili a quelli di Muhammad Ali, pugile da cui Stallone trasse ispirazione per il personaggio di Apollo Creed: provando la parte con Stallone infatti, da Weathers erroneamente ritenuto soltanto lo sceneggiatore, chiese a produttori e regista di avere un vero attore, per poter fare meglio.
Weathers recitò in seguito in diverse pellicole d'azione come Forza 10 da Navarone (1978) Predator (1987) Action Jackson (1988) e Uragano Smith (1992). Nel 1989 partecipò al video del singolo Liberian Girl di Michael Jackson.
Apparve in una puntata di E.R. - Medici in prima linea, interpretando il padre di un ragazzo aspirante pugile, ma incapace di accettare di non possedere le stesse qualità di suo padre e rimanendo di conseguenza gravemente ferito dopo un incontro. Partecipò anche alla serie TV The Shield impersonando Joe Clark, mentore del protagonista Vic Mackey.
Nel 2017 interpretò il procuratore Mark Jefferies nella serie Chicago Justice, mentre dal 2019 al 2023 ebbe il ruolo di Greef Karga nella serie The Mandalorian, spin-off della saga di Star Wars.

### Morte
Affetto da tempo da problemi cardiovascolari e arteriosclerosi, Carl Weathers morì il 1º febbraio 2024 nella sua residenza a Los Angeles all'età di 76 anni. La famiglia dichiarò che morì nel sonno.

## Filmografia

### Cinema
- Una 44 Magnum per l'ispettore Callaghan (Magnum Force) regia di Ted Post (1973) - non accreditato
- Bucktown, regia di Arthur Marks (1975)
- Chicago anni '30 via col piombo! (The Four Deuces) regia di William H. Bushnell (1975)
- Assassinio all'aeroporto (Friday Foster) regia di Arthur Marks (1975)
- Rocky, regia di John G. Avildsen (1976)
- Incontri ravvicinati del terzo tipo (Close Encounters of the Third Kind) regia di Steven Spielberg (1977)
- Gioco da duri (Semi-Tough) regia di Michael Ritchie (1977)
- Forza 10 da Navarone (Force 10 from Navarone) regia di Guy Hamilton (1978)
- Rocky II, regia di Sylvester Stallone (1979)
- Caccia selvaggia (Death Hunt) regia di Peter Hunt (1981)
- Rocky III, regia di Sylvester Stallone (1982)
- Rocky IV, regia di Sylvester Stallone (1985)
- Predator, regia di John McTiernan (1987)
- Action Jackson, regia di Craig R. Baxley (1988)
- Uragano Smith (Hurricane Smith) regia di Colin Budds (1992)
- Un tipo imprevedibile (Happy Gilmore) regia di Dennis Dugan (1996)
- Elevator Seeking, regia di Rob Hinderstein (1999)
- Little Nicky - Un diavolo a Manhattan (Little Nicky) regia di Steven Brill (2000) - cameo
- The Sasquatch Gang, regia di Tim Skousen (2006)
- Il peggior allenatore del mondo (The Comebacks) regia di Tom Brady (2007)
- American Warship, regia di Thunder Levin (2012)
- Sheriff Tom Vs. The Zombies, regia di Ryan Scott Weber (2013)
- La guerra dei sessi - Think Like a Man Too (Think Like a Man Too) regia di Tim Story (2014) - cameo non accreditato

### Televisione
- Good Times – serie TV, 1 episodio (1975)
- Kung Fu – serie TV, 1 episodio (1975)
- S.W.A.T. – serie TV, 1 episodio (1975)
- L'uomo da sei milioni di dollari (The Six Million Dollar Man) – serie TV, 1 episodio (1975)
- Cannon – serie TV, 1 episodio (1975)
- Switch – serie TV, 1 episodio (1975)
- Bronk – serie TV, 1 episodio (1975)
- Uno sceriffo a New York (McCloud) – serie TV, 1 episodio (1976)
- Starsky & Hutch – serie TV, 1 episodio (1976)
- Barnaby Jones – serie TV, 1 episodio (1976)
- Serpico – serie TV, 1 episodio (1976)
- Delvecchio – serie TV, 1 episodio (1977)
- Le strade di San Francisco (The Streets of San Francisco) – serie TV, 1 episodio (1977)
- Ai limiti dell'incredibile (Quinn Martin's Tales of the Unexpected) – miniserie TV (1977)
- The Hostage Heart, regia di Bernard McEveety – film TV (1977)
- I misteri delle Bermude (The Bermuda Depths) regia di Tsugunobu Kotani – film TV (1978)
- Braker, regia di Victor Lobl – film TV (1985)
- Fuga disperata (The Defiant Ones) regia di David Lowell Rich – film TV (1986)
- Fortune Dane – serie TV, 5 episodi (1986)
- Vietnam addio (Tour of Duty) – serie TV, 9 episodi (1989-1990)
- Passione mortale (Dangerous Passion) regia di Michael Miller – film TV (1990)
- Street Justice – serie TV, 44 episodi (1991-1993)
- L'ispettore Tibbs (In the Heat of the Night) – serie TV, 28 episodi (1993-1995)
- OP Center (Tom Clancy's Op Center) regia di Lewis Teague – film TV (1995)
- Assalto all'isola del Diavolo (Shadow Warriors: Assault on Devil's Island) regia di Jon Cassar – film TV (1997)
- Assalto alla montagna della morte (Shadow Warriors: Hunt for the Death Merchant) regia di Jon Cassar – film TV (1999)
- The Shield – serie TV, 2 episodi (2003-2007)
- Arrested Development - Ti presento i miei (Arrested Development) – serie TV, 4 episodi (2004-2013)
- Alien Siege, regia di Robert Stadd – film TV (2005)
- Phoo Action, regia di Euros Lyn – film TV (2008)
- E.R. - Medici in prima linea (ER) – serie TV, 1 episodio (2008)
- Cubed – serie TV, 1 episodio (2009)
- Brothers – serie TV, 13 episodi (2009)
- Chadam – serie TV, episodi 1x01-1x02-1x10 (2010)
- Psych – serie TV, episodio 5x06 (2010)
- Rocky - La vera storia (The Rocky Saga: Going the Distance) – documentario (2011)
- Colony – serie TV (2016)
- Chicago P.D. – serie TV, episodio 3x21 (2016)
- Chicago Fire – serie TV, episodio 5x03 (2016)
- Chicago Justice – serie TV, 13 episodi (2017)
- Law & Order - Unità vittime speciali (Law & Order: Special Victims Unit) – serie TV, episodio 20x03 (2018)
- Magnum P.I – serie TV, episodio 1x02 (2018)
- The Mandalorian – serie TV, 10 episodi (2019-2023)

### Doppiatore
- Rocky - videogioco (2002)
- Otto notti di follie (Eight Crazy Nights) regia di Seth Kearsley (2002)
- Rocky Legends - videogioco (2004)
- Balto - Sulle ali dell'avventura (Balto III: Wings of Change) regia di Phil Weinstein (2004)
- Mercenari: Pagati per distruggere (Mercenaries: Playground of Destruction) - videogioco (2005)
- Transformers: The Game - videogioco (2007)
- Regular Show – serie TV, 2 episodi (2011-2013)
- Toy Story of Terror! regia di Angus MacLane - cortometraggio (2013)
- Mortal Kombat X - videogioco (2015)
- Red Faction: Guerrilla - Re-Mars-tered - videogioco (2018)
- Toy Story 4, regia di Josh Cooley (2019)
- The Artful Escape - videogioco (2021)

### Regista
- Due poliziotti a Palm Beach (Silk Stalkings) – serie TV, 8 episodi (1993-1997)
- Renegade – serie TV, 1 episodio (1995)
- Pensacola - Squadra speciale Top Gun (Pensacola: Wings of Gold) – serie TV, 2 episodi (1999-2000)
- Squadra Med - Il coraggio delle donne (Strong Medicine) – serie TV, 1 episodio (2001)
- Sheena – serie TV, 3 episodi (2001)
- For the People – serie TV, 1 episodio (2002)
- ABC/TTV Micro-Mini Series – miniserie TV (2004)
- Always Night – miniserie TV (2013)
- The Mandalorian – serie TV, 2 episodi (2020-2022)

### Produttore
- Fuga disperata (The Defiant Ones) regia di David Lowell Rich – film TV (1986)
- Always Night, regia di Carl Weathers – miniserie TV (2013)

## Doppiatori italiani
Nelle versioni in italiano delle opere in cui ha recitato, Carl Weathers è stato doppiato da:
- Paolo Buglioni in L'ispettore Tibbs (ep. 7x15) Assalto all'isola del Diavolo, Assalto alla montagna della morte, E.R. - Medici in prima linea, Chicago Fire, Chicago P.D., Chicago Justice
- Vittorio Di Prima in Forza dieci da Navarone, Rocky II, Rocky III, Predator, L'ispettore Tibbs
- Elio Zamuto in Rocky, Psych
- Michele Gammino in Rocky IV, Action Jackson
- Stefano Mondini in The Shield (ep. 2x03) Law & Order - Unità vittime speciali
- Paolo Marchese in The Shield (ep. 6x05) The Mandalorian
- Stefano Carraro in Street Justice
- Nino Prester in Arrested Development - Ti presento i miei
- Glauco Onorato in Un tipo imprevedibile
- Claudio Sorrentino ne Il peggior allenatore del mondo
- Enrico Maggi in OP Center
- Roberto Draghetti in Magnum P.I.
- Gianni Giuliano in Colony

Da doppiatore è stato sostituito:
- Paolo Marchese in Toy Story of Terror, Toy Story 4
- Claudio Moneta in Balto - Sulle ali dell'avventura
- Ivan Andreani in Marco e Star contro le forze del male